# Disa porrecta
Disa porrecta är en orkidéart som beskrevs av Olof Swartz. Disa porrecta ingår i släktet Disa och familjen orkidéer. Inga underarter finns listade i Catalogue of Life.